# Айкиты
Айкиты (араб. أصحاب الأيكة‎) — народ, который объявил лжецом пророка Шуайба и не принял его. Упомянут в Коране: сура 26, аяты 176—184.

## История
Согласно Корану Шуайб с группой верующих спасся от наказания постигшего мадьянитов и пошёл проповедовать к народу Айки, которые жили неподалёку. Айкиты поклонялись идолам, занимались разбоем и обманом в торговле. Пророк Шуайб призвал их к вере в Аллаха, однако айкиты отвергли его и потребовали у него доказательств его пророчества в виде чудес. После того, как Пророк показал им эти чудеса, часть айкитов уверовала, а большая часть по-прежнему оставалась в неверии. Тогда Аллах послал на них засуху и неурожай. Засуха не вернула айкитов к вере и Аллах послал на них облака, извергающие огонь и полностью уничтожил айкитов.
В Коране история с айкитов описана следующим образом:

Обитатели ал-Айки отвергли посланников, когда Шу’айб сказал им; «Неужели вы не страшитесь [Аллаха]? Воистину, я — посланник к вам, достойный доверия. Бойтесь же Аллаха и повинуйтесь мне. Я не прошу у вас вознаграждения за следование новой религии. Вознаградит меня лишь Господь [обитателей] миров. Наполняйте меру полностью и не будьте в числе тех, кто недомеривает. Взвешивайте на точных весах, не убавляйте людям то, что им причитается, и не творите на земле беззакония и неправого дела. Бойтесь Того, кто сотворил вас и прежние народы». Они ответили: «Ты — всего лишь околдованный». Ты, как и мы, — не кто иной, как человек, и мы считаем тебя лжецом. Низринь же на нас осколок неба, если ты из тех, кто говорит правду". [Шу’айб] ответил: «Мой Господь лучше знает о том, что вы творите». Но они отвергли его, и их поразило наказание в день сени. Воистину, это было наказание великого [Судного] дня.— аш-Шу‘ара 26:176—189
После уничтожения айкитов, пророк Шуайб, вместе с верующими мадьянитами и айкитами, вернулся в Мадьян. Там он женился и у него родились две дочери. Одна из дочерей стала женой пророка Мусы (Моисей).